# Hrabovec
Hrabovec est un village de Slovaquie situé dans la région de Prešov.

## Histoire
Première mention écrite du village en 1338.

## Démographie

### Évolution de la population
| Année:               | 1994. | 2004.    | 2014.   | 2024.   |
| -------------------- | ----- | -------- | ------- | ------- |
| Nombre de personnes: | 451   | 502      | 527     | 496     |
| Différence:          |       | +11,30 % | +4,98 % | -5,88 % |

| Année:               | 2023. | 2024.   |
| -------------------- | ----- | ------- |
| Nombre de personnes: | 495   | 496     |
| Différence:          |       | +0,20 % |